# Józef Lustgarten
Józef Lustgarten (ur. 1 listopada 1889 w Krakowie, zm. 21 września 1973 tamże) – polski piłkarz i działacz sportowy.

## Życiorys
Urodził się w rodzinie żydowskiej. Absolwent III Gimnazjum im. Jana Sobieskiego w Krakowie.
Piłkarz klubu Cracovia, grający na pozycjach środkowy pomocnik, bramkarz oraz lewy łącznik. Sędzia międzynarodowy, honorowy prezes KS Cracovia i honorowy członek PZPN oraz KOZPN.
Lutsgarten był w 1922 selekcjonerem reprezentacji Polski – razem z Adamem Obrubańskim i Stanisławem Ziemiańskim odpowiadał za wybór zawodników, którzy reprezentowali kraj w spotkaniach przeciwko: Węgrom (14 maja, przegrana 0:3), Szwecji (28 maja, wygrana 2:1 - pierwsza w historii reprezentacji) i Rumunii (3 września, remis 1:1 - również premierowy). 1 października 1922 był członkiem innego selekcjonerskiego tercetu - razem z prezesem PZPN Edwardem Cetnarowskim i Władysławem Jentysem ustalał skład, który wystąpił w Zagrzebiu przeciwko Jugosławii (wygrana 3:1).
Podczas I wojny światowej służył w 3. Pułku Piechoty II Brygady Legionów. W 1939 roku został aresztowany we Lwowie przez NKWD i zesłany do stalinowskich łagrów, w których spędził 17 lat.
Zmarł w Krakowie. Pochowany na cmentarzu Rakowickim.

## Ordery i odznaczenia
- Złoty Krzyż Zasługi (19 marca 1931)[4]
- Medal Niepodległości (9 listopada 1933)[5]